# Cystolepiota sistrata
Cystolepiota sistrata (Fr.) Singer ex Bon & Bellù – gatunek grzybów z rodziny pieczarkowatych (Agaricaceae).

## Systematyka i nazewnictwo
Pozycja w klasyfikacji według Index Fungorum: Cystolepiota, Agaricaceae, Agaricales, Agaricomycetidae, Agaricomycetes, Agaricomycotina, Basidiomycota, Fungi.
Po raz pierwszy takson ten opisał w 1821 r. Elias Fries, nadając mu nazwę Agaricus sistratus. W 1872 r. Lucien Quélet przeniósł go do rodzaju Lepiota, a w 1985 r. Rolf Singer, Marcel Bon i Francesco Bellù do rodzaju Cystolepiota.

## Występowanie i siedlisko
Cystolepiota sistrata występuje w Ameryce Północnej, Azji, Europie, Afryce i Australii. Najwięcej stanowisk podano w Europie.